# Andy Ristie
Andy Ristie (ur. 17 marca 1982 w Paramaribo) – surinamski kick-boxer reprezentujący również Holandię. Zwycięzca turnieju GLORY Lightweight World Championship Tournament w wadze lekkiej (-70 kg) z 2013 oraz były dwukrotny pretendent do pasa mistrzowskiego GLORY w tejże wadze z 2014 i 2015.

## Kariera sportowa
W wieku 22 lat, rozpoczął treningu boksu tajskiego. W amatorskiej karierze wywalczył tytuł interkontynentalnego mistrza WKN w wadze superpółśredniej. Przez pierwsze lata zawodowej kariery, walczył na lokalnych galach w Surinamie. W 2011 związał się z It’s Showtime, tocząc dla niej do 2012 sześć zwycięskich pojedynków. 27 maja 2012 wypunktował Ormianina Gago Drago na gali K-1 World MAX 2012 Final 16, kwalifikując się tym samym do głównego turnieju. 15 grudnia 2012, podczas finałowej gali K-1 World MAX 2012, przegrał w ćwierćfinale z utytułowanym Holendrem Andym Souwerem jednogłośnie na punkty i odpadł z rywalizacji.
W tym samym roku, związał się również z Glory World Series, tocząc tamże cztery zwycięskie pojedynki m.in. nad Holendrem Albertem Krausem, którego podczas gali GLORY 8 sensacyjnie znokautował w drugiej rundzie. Świetne występy zaowocowały włączeniem go do turnieju GLORY World Championship Tournament wagi lekkiej, który odbył się 23 listopada 2013 na gali GLORY 12. Ristie ponownie sprawił sensację najpierw nokautując w półfinale faworyta turnieju Włocha Giorgio Petrosyana lewym podbródkowym, by następnie w podobny sposób pokonać Holendra Robina van Roosmalena. Po tym sukcesie, został zestawiony do walki jako pierwszy pretendent do inauguracyjnego mistrzostwa GLORY w wadze lekkiej z Amerykaninem Ky Hollenbeckiem.
8 marca 2014 na GLORY 14, Ristie ostatecznie zmierzył w zastępstwie z Gruzinem Dawitem Kirią. Będący faworytem Ristie, nieoczekiwanie przegrał z Kirią przez techniczny nokaut w piątej rundzie mistrzowskiego boju. Po porażce w walce o pas, 21 czerwca 2014, zmierzył się zaległym pojedynku z Hollenbeckiem, wygrywając z nim przez nokaut. 6 lutego 2015, pokonał Australijczyka Steve’a Moxona, po czym ponownie otrzymał szansę walki o tytuł wagi lekkiej. 3 kwietnia 2015, podczas GLORY 20, w Dubaju, przegrał w rewanżu z ówczesnym mistrzem Robinem van Roosmalenem jednogłośnie na punkty.

## Osiągnięcia
- Amatorski interkontynentalny mistrz WKN w wadze superpółśredniej (-72,6 kg)
- 2013: GLORY Lightweight World Championship Tournament - 1. miejsce w wadze lekkiej (-70 kg)